# Toržok
Toržok (rusky Торжо́к) je město v Tverské oblasti Ruské federace. Při sčítání lidu v roce 2010 měl 47 644 obyvatel.

## Poloha
Toržok leží na řece Tverce, levém přítoku Volhy. Od Tveru, správního střediska oblasti, je vzdálen přibližně šedesát kilometrů na západ, od Moskvy, hlavního města federace, je vzdálen přibližně 260 kilometrů na severozápad.

## Dějiny
První zmínka je už z roku 1139. V roce 1809 se zde narodil Alexandr Abramovič Voskresenskij, rektor Císařské university v Petrohradu, objevitel alkaloidu theobrominu a učitel Dmitrije Ivanoviče Mendělejeva.

## Průmysl
Přes město prochází plynovod Jamal–Evropa, ke kterému se zde připojuje několik jiných plynovodů.